# Orquesta Johann Strauss

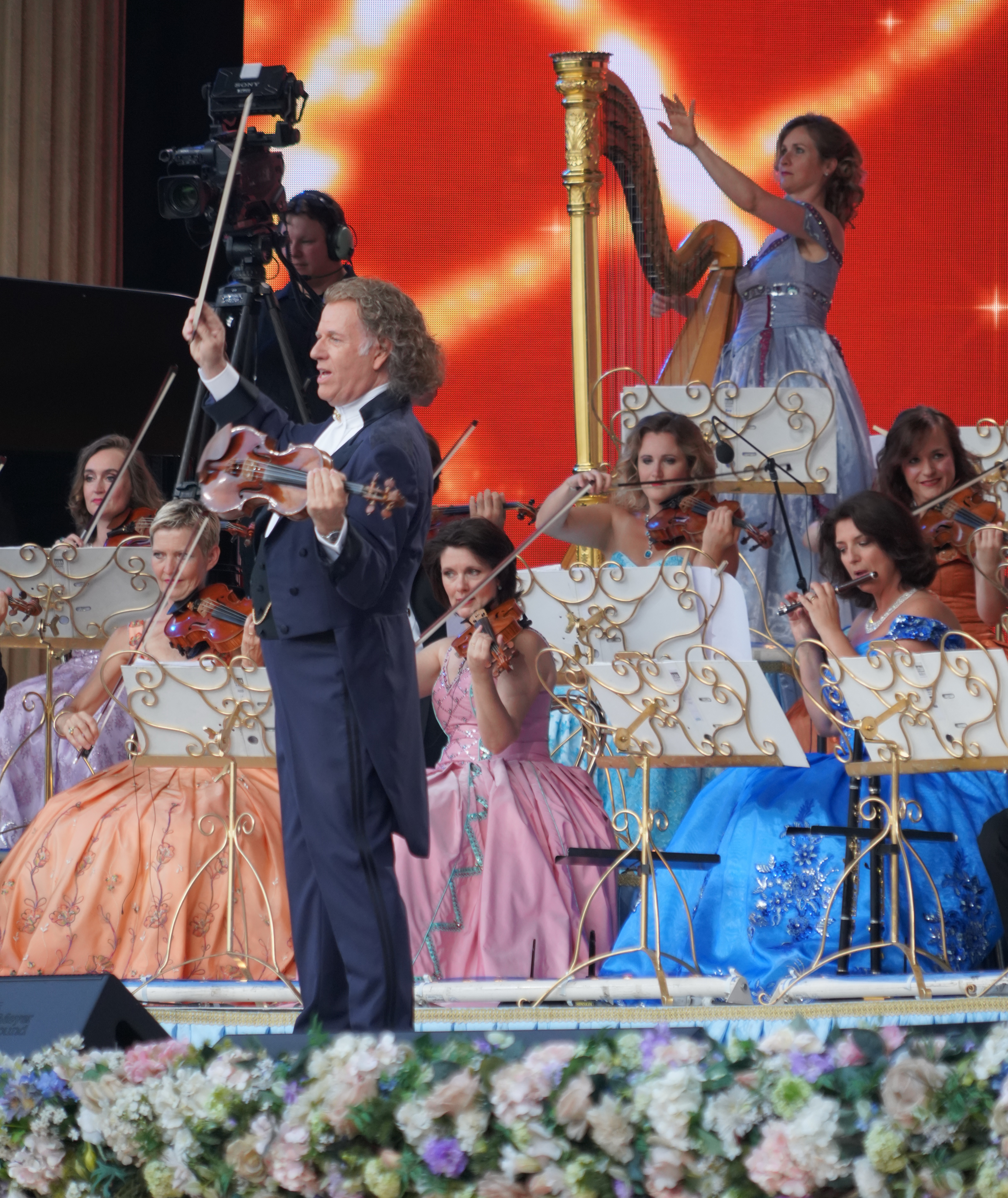
Presentación de la Orquesta Johann Strauss en Maastricht en 2018.

La Orquesta Johann Strauss (en holandés Johann Strauß Orchestra) es una orquesta de cámara holandesa fundada por André Rieu en 1987. En el momento de su primer concierto el 1 de enero de 1988, la orquesta contaba con 12 músicos. Actualmente, esta se compone de 43 miembros y actúa regularmente con músicos y cantantes invitados. La orquesta es bien conocida por su interpretación de obras clásicas con una frivolidad poco ortodoxa, bromeando con el público y realizando todo tipo de travesuras durante sus presentaciones.

## Miembros
- Solistas: Carla Maffioletti, Carmen Monarcha, Kalki Schrijvers, Suzan Erens, Mirusia Louwerse, Kimmy Skota.
- Primer Violin: Jet Gelens, Frank Steijns, Lin Jong, Kremi Mineva, Freya Cremers, Diana Morsinkhof, Boris Goldenblank, Els Mercken, Vincenzo Viola, Lara Meuleman.
- Segundo Violin: Cord Peters, Agnes Walter.
- Viola: Klaartje Polman, Pierre Colen, Linda Custers, Nadejda Diakoff.
- Violonchelo: Tanja Derwahl, Margriet van Lexmond, Hanneke Roggen, Joëlle Tonnaer, Karin Hinze.
- Contrabajo: Franco Vulcano, Gerardo Tandioy, Camila Langue.
- Piano: Stéphanie Detry.
- Sintetizador: Ward Vlasveld.
- Oboe: Arthur Cordewener.
- Flauta: Teun Ramaekers, Nathalie Bolle.
- Trompeta: Roger Diederen, René Henket.
- Clarinete: Manoe Konings.
- Saxofón: Manoe Konings, Sanne Mestrom.
- Trombón: Ruud Merx.
- Trompa: Noël Perdaens.
- Acordeón/Trombón bajo: Leon van Wijk.
- Tuba Joan David Puig
- Tuba baja: Ton Maessen.
- Percusión/Timbal: Marcel Falize, Mireille Brepols, Ronald Gerards.
- Coro: Nicolle Steins, Karin Haine, Judith Luesink, Heidi Pittie.